# Andrej Anžič
Andrej Anžič, slovenski policist in politolog, * 13. november 1947, Ljubljana.

## Življenje in delo
Diplomiral je iz politologije leta 1973 na tedanji Fakulteti za sociologijo, politične vede in novinarstvo. Magistriral je leta 1991 in doktoriral leta 1995 iz političnih znanosti na Fakulteti za družbene vede v Ljubljani, pod mentorstvom Franceta Vrega in somentorstvom Antona Grizolda. 
Leta 1970 se je zaposlil na Sekretariatu za notranje zadeve, najprej kot kriminalist in kasneje kot ravnatelj Šole za miličnike v Tacnu.  Leta 1988 je začel delati na Višji šoli za notranje zadeve kot predavatelj. Od leta 1999 do 2015 je bil namestnik generalnega direktorja Policije, nakar se je upokojil.

## Odlikovanja in nagrade
Leta 2001 je prejel častni znak svobode Republike Slovenije z naslednjo utemeljitvijo: »ob deseti obletnici osamosvojitve za zasluge pri obrambi svobode in uveljavljanju suverenosti Republike Slovenije«.